# Claviere
Claviere là một đô thị ở tỉnh Torino trong vùng Piedmont, có vị trí cách khoảng 80 km về phía tây của Torino, nước Ý, giáp ranh với nước Pháp. Tại thời điểm ngày 31 tháng 12 năm 2004, đô thị này có dân số 176 người và diện tích là 2.7 km².
Claviere giáp các đô thị: Cesana Torinese, Montgenèvre (France).